# Mentzelfjellet
Mentzelfjellet är ett berg i Antarktis. Det ligger i Östantarktis. Norge gör anspråk på området. Toppen på Mentzelfjellet är 2 262 meter över havet, eller 490 meter över den omgivande terrängen. Bredden vid basen är 5,8 km.
Terrängen runt Mentzelfjellet är varierad. Trakten är obefolkad. Det finns inga samhällen i närheten. 